# Nemile
Nemile är en ort i Tjeckien.   Den ligger i regionen Olomouc, i den östra delen av landet, 180 km öster om huvudstaden Prag. Nemile ligger 321 meter över havet och antalet invånare är 569.
Terrängen runt Nemile är kuperad västerut, men österut är den platt. Runt Nemile är det ganska tätbefolkat, med 124 invånare per kvadratkilometer. Närmaste större samhälle är Zábřeh, 2,0 km öster om Nemile. I omgivningarna runt Nemile växer i huvudsak blandskog.